# Urohaustorius merkanius
Urohaustorius merkanius is een vlokreeftensoort uit de familie van de Urohaustoriidae. De wetenschappelijke naam van de soort is voor het eerst geldig gepubliceerd in 1982 door Barnard & Drummond.